# Le Valtin
Pour les articles homonymes, voir Valtin.
Le Valtin ([ləvaltɛ̃], en vosgien de la montagne [lo vɛːtɛ̃ː]) est une commune française du massif des Vosges située dans le département des Vosges en Lorraine, dans la région Grand Est. Elle fait partie de la Communauté de communes des Hautes Vosges et du canton de Gérardmer. Surnommée la « Sibérie des Vosges », elle est la plus haute commune du département des Vosges (762 mètres d'altitude),.
Ses habitants sont appelés les Valtinois.

## Géographie

### Géologie et relief

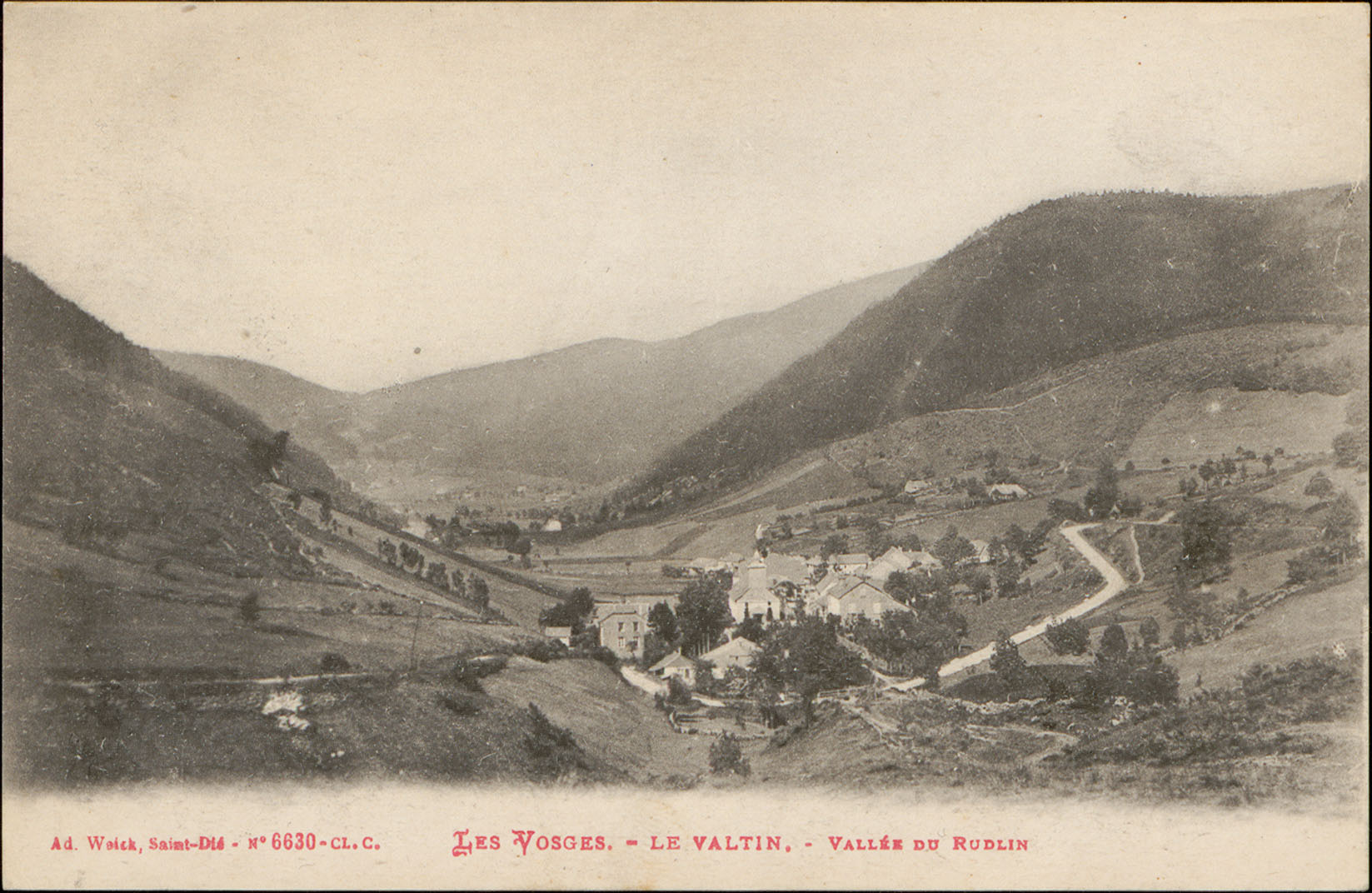
La vallée du Rudlin
(carte postale Adolphe Weick).

Le Valtin est la première localité traversée par la Meurthe dont la haute vallée nommée la Combe, c'est-à-dire en langage trivial la chaume, est encaissée entre le massif du Gris Talet et de la ligne de crête vosgienne, en particulier entre les hauteurs septentrionales de la Schlucht et du Tanet. 
La source de la rivière Meurthe est située à 1 160 mètres d'altitude à mi-distance entre Le Collet et le Montabey, ancienne chaume surmontant le col de la Schlucht. 
L'église et le vieux bourg du Valtin sont construits sur une vaste dalle pierreuse, un surplomb morainique de la grande vallée glaciaire de la Meurthe. Du Valtin à l'étang du Rudlin, la rivière emprunte une grande faille qui franchit le col du Louschbach vers Le Bonhomme. Elle s'écoule vers le nord-est entre le massif du Talet et la grande crête vosgienne, marquée par le Gazon de Faîte et le Gazon du Faing. Sur les flancs du Talet, les roches du Valtin témoignent du puissant rabotage vertical du glacier de calotte dans sa partie la plus basse.
Le point culminant de la commune, qui couvre 1 964 ha, est à l'est, au Gazon de Faîte, à 1 303 mètres d'altitude.
Le relief escarpé et la nature rocailleuse du sol ne sont pas partout favorables au ski. La station de ski de la Schlucht propose deux pistes, un téléski et un télésiège.
Le grand hameau dit Le Grand Valtin et la chaume de Sérichamp, culminant au signal de Sérichamp se situent sur la commune voisine de Ban-sur-Meurthe-Clefcy. Ils sont accessibles par des circuits de randonnées pédestres balisés par le Club vosgien.
C'est une des 201 communes du parc naturel régional des Ballons des Vosges réparties sur quatre départements : les Vosges, le Haut-Rhin, le Territoire de Belfort et la Haute-Saône.

### Communes limitrophes
| Ban-sur-Meurthe-Clefcy | Plainfaing |                      |
|                        | du Valtin  | Soultzeren Haut-Rhin |
| Xonrupt-Longemer       |            | Stosswihr Haut-Rhin  |

### Hydrographie et les eaux souterraines
La commune est située dans le bassin versant du Rhin au sein du bassin Rhin-Meuse. Elle est drainée par la Meurthe, le ruisseau du Tanet, le Rambach, le ruisseau du Rudlin et le ruisseau le Clairo du Gazon Martin,.
La Meurthe, d'une longueur totale de 160,6 km, prend sa source dans la commune  et se jette dans la Moselle à Pompey, après avoir traversé 53 communes.

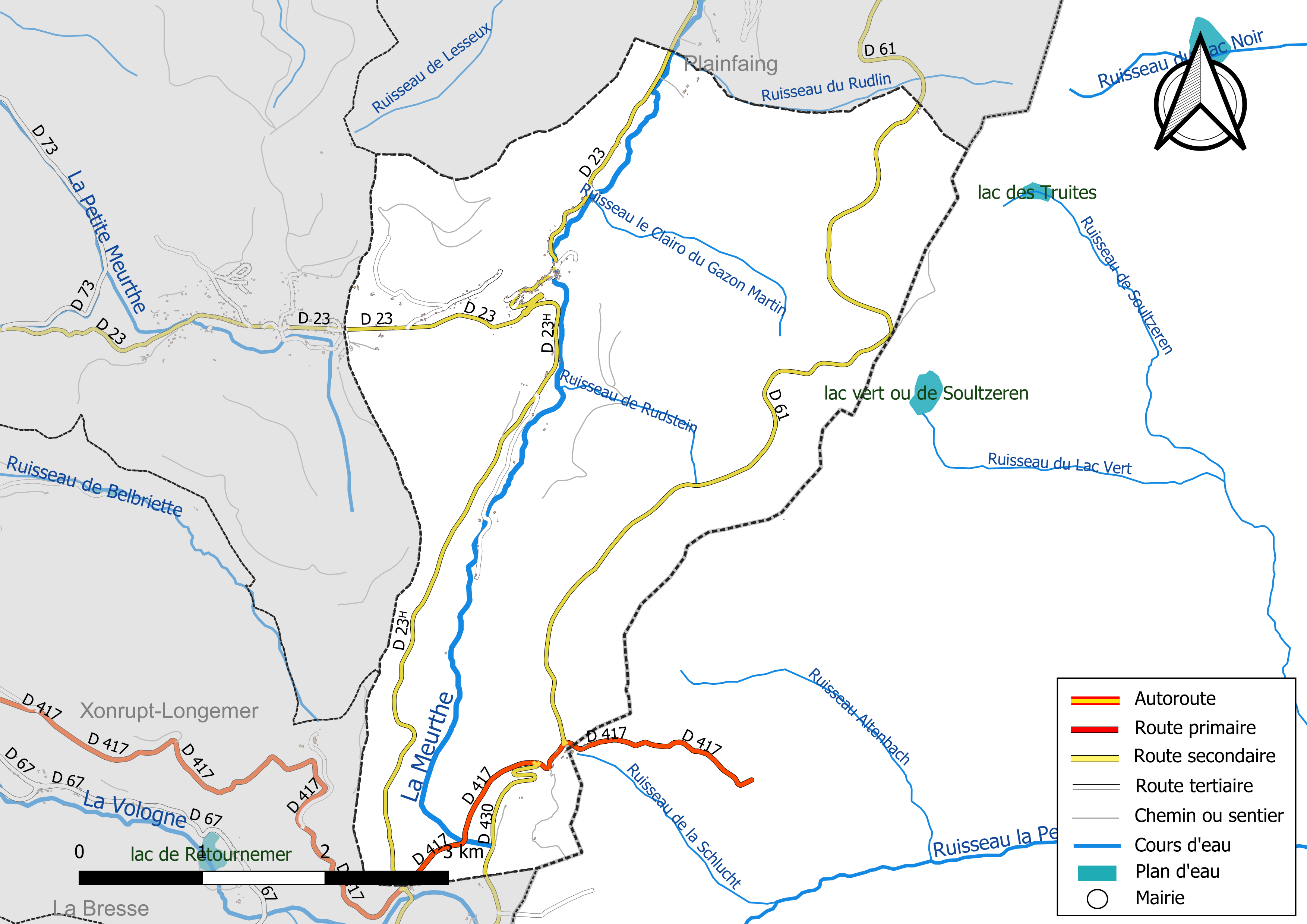
Réseaux hydrographique et routier du Valtin.

La qualité des cours d’eau peut être consultée sur un site dédié géré par les agences de l’eau et l’Agence française pour la biodiversité.

### Climat
Pour des articles plus généraux, voir Climat du Grand Est et Climat des Vosges.
En 2010, le climat de la commune est de type climat de montagne, selon une étude du Centre national de la recherche scientifique s'appuyant sur une série de données couvrant la période 1971-2000. En 2020, Météo-France publie une typologie des climats de la France métropolitaine dans laquelle la commune est exposée à un climat semi-continental et est dans la région climatique  Vosges, caractérisée par une pluviométrie très élevée (1 500 à 2 000 mm/an) en toutes saisons et un hiver rude (moins de 1 °C). 
Pour la période 1971-2000, la température annuelle moyenne est de 7,8 °C, avec une amplitude thermique annuelle de 16,3 °C. Le cumul annuel moyen de précipitations est de 1 900 mm, avec 15,9 jours de précipitations en janvier et 11,6 jours en juillet. Pour la période 1991-2020, la température moyenne annuelle observée sur la station météorologique de Météo-France la plus proche, « Munster_sapc », sur la commune de Munster à 10 km à vol d'oiseau, est de 10,4 °C et le cumul annuel moyen de précipitations est de 1 053,5 mm. 
La température maximale relevée sur cette station est de 38,3 °C, atteinte le 5 juillet 2015 ; la température minimale est de −19 °C, atteinte le 20 décembre 2009,,. 
Les paramètres climatiques de la commune ont été estimés pour le milieu du siècle (2041-2070) selon différents scénarios d'émission de gaz à effet de serre à partir des nouvelles projections climatiques de référence DRIAS-2020. Ils sont consultables sur un site dédié publié par Météo-France en novembre 2022.

## Urbanisme

### Typologie
Au 1er janvier 2024, Le Valtin est catégorisée commune rurale à habitat très dispersé, selon la nouvelle grille communale de densité à sept niveaux définie par l'Insee en 2022.
Elle est située hors unité urbaine. Par ailleurs la commune fait partie de l'aire d'attraction de Gérardmer, dont elle est une commune de la couronne,. Cette aire, qui regroupe 13 communes, est catégorisée dans les aires de moins de 50 000 habitants,.

### Occupation des sols
L'occupation des sols de la commune, telle qu'elle ressort de la base de données européenne d’occupation biophysique des sols Corine Land Cover (CLC), est marquée par l'importance des forêts et milieux semi-naturels (93,1 % en 2018), une proportion identique à celle de 1990 (93,1 %). La répartition détaillée en 2018 est la suivante : 
forêts (78,3 %), milieux à végétation arbustive et/ou herbacée (12,4 %), prairies (5,2 %), espaces ouverts, sans ou avec peu de végétation (2,3 %), zones agricoles hétérogènes (1,7 %). L'évolution de l’occupation des sols de la commune et de ses infrastructures peut être observée sur les différentes représentations cartographiques du territoire : la carte de Cassini (XVIIIe siècle), la carte d'état-major (1820-1866) et les cartes ou photos aériennes de l'IGN pour la période actuelle (1950 à aujourd'hui).

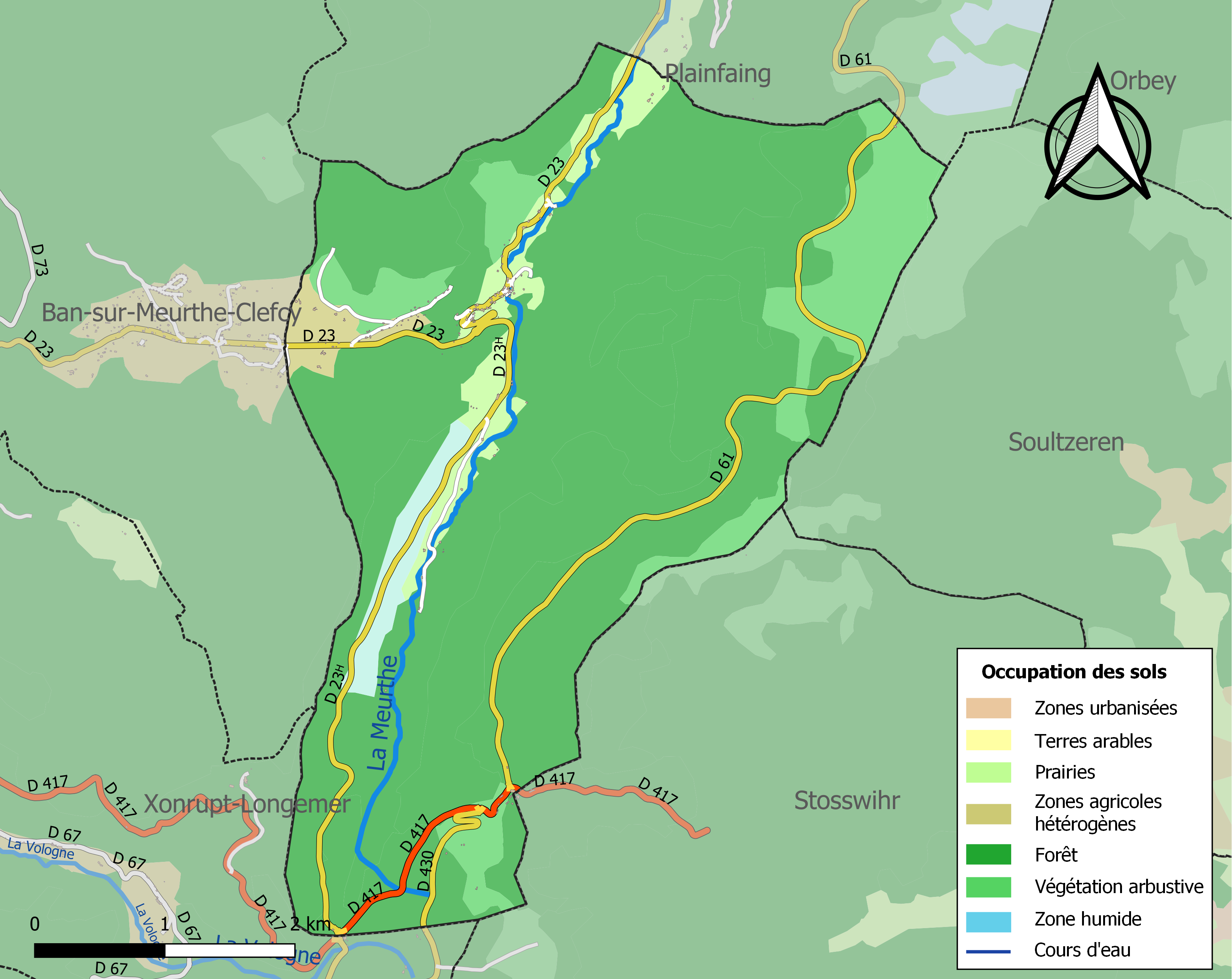
Carte des infrastructures et de l'occupation des sols de la commune en 2018 (CLC).

## Toponymie
Le nom de la localité est attesté sous les formes Sant Veltin (1472) ; Le Veltin (1580) ; « Im dorff Weltin » (1596) ; Le Valtind (an II).

Le toponyme Valtin est attesté dès 1472 sous la forme Sant Veltin en allemand ou alsacien.
Bien que certains historiens aient proposé une origine du nom liée à l’allemand Wald (forêt), une analyse plus approfondie rejette cette hypothèse, en raison de la construction linguistique incorrecte.
L’étymologie du nom semble plutôt provenir du patois local Vêti, signifiant « petit vallon », qui a évolué en Veltin avant de devenir Valtin au XVIIIe siècle.
Le toponyme est également confirmé par l'expression « Im Dorf Veltin » en 1596, attestant de l’importance du bourg, qui, malgré sa situation isolée et montagneuse, était déjà reconnu à l’époque,.
Le Grand Valtin et Le Valtin ou le Petit Veltin (vallin), sur le versant Ouest de Le Grand Valtin, hameau de la commune de Ban-sur-Meurthe-Clefcy, sont deux localités voisines. Au « Grand Valtin », les maisons sont dispersées dans un large vallon, l'adjectif grand qui précède le nom lui donne ici le sens de vaste, étendu. Par opposition, on désigne Le Valtin sous le nom de « Petit Valtin ».

## Histoire
Le Valtin est d'une façon précoce à la fin du XIIIe siècle une communauté émancipée, à la fois le chef-lieu d’une mairie du bailliage de Saint-Dié et une paroisse annexe de la cure de Fraize. Cette paroisse, érigée le 9 septembre 1689, reçoit comme saint patron Sylvestre. Initialement, le Valtin ne compterait au XIe siècle qu'une chapelle qui aurait été fondée par les seigneurs de Ribeaupierre, officiers du duc de Lorraine. La seigneurie du Valtin, ainsi que les droits régaliens sur ce versant des Vosges, appartient au duc de Lorraine qui y possède les droits de justice.
On remarque que le nom de Valtin, graphie commune dès le XVIIIe siècle, s'applique aussi au Grand Valtin, hameau de Ban-le-Duc (Ban-sur-Meurthe après la Révolution). Si la tradition orale associe les deux « Valtins » aux joyeuses fêtes valentines (valentinages) et aux rituels du dônage à la Saint-Valentin ou mieux à l'occasion des Bures (fête des feux de Carnaval), l'origine gallo-romaine de « Grand Valtin » semble être simplement Grangia Valentin(i)a, la grange et maison nécessaire pour nourrir en saison les mineurs. Valentin(i)a à l'origine de Valtin serait alors simplement un autre lieu de restauration ou de repos plus ancien. En effet, le début du défilé de Straiture, plus encore que le versant de la Combe, est un important lieu d'extraction médiévale de minerai de fer. D'où l'apparition tardive à l'époque moderne, et aussi un peu méprisante, de Petit-Valtin pour qualifier le Valtin correspondant à la communauté villageoise émancipée sur son finage, à l'origine de la commune.
La paroisse vétinoise est érigée en cure en 1689 par M. de Riguet, grand prévôt du chapitre de Saint-Dié. La cure était à la collation du chapitre des vénérables chanoines de Saint-Dié, puis après 1777 du chapitre cathédral. L’église, dédiée à saint Sylvestre, appartient alors au diocèse et au doyenné de Saint-Dié. L’église a été agrandie et reconstruite en 1704.
La mairie et l'école de garçons ont été construites en 1820 sous le préfet Boula de Coulombiers et l’école de filles en 1864.
Arrivée de l'Empereur Guillaume II au chalet Hartmann à la Schlucht le 11 septembre 1908,.
Le Valtin a changé une seule fois de nom en 1801 et s'appelait Valtin.

## Politique et administration

### Budget et fiscalité 2022

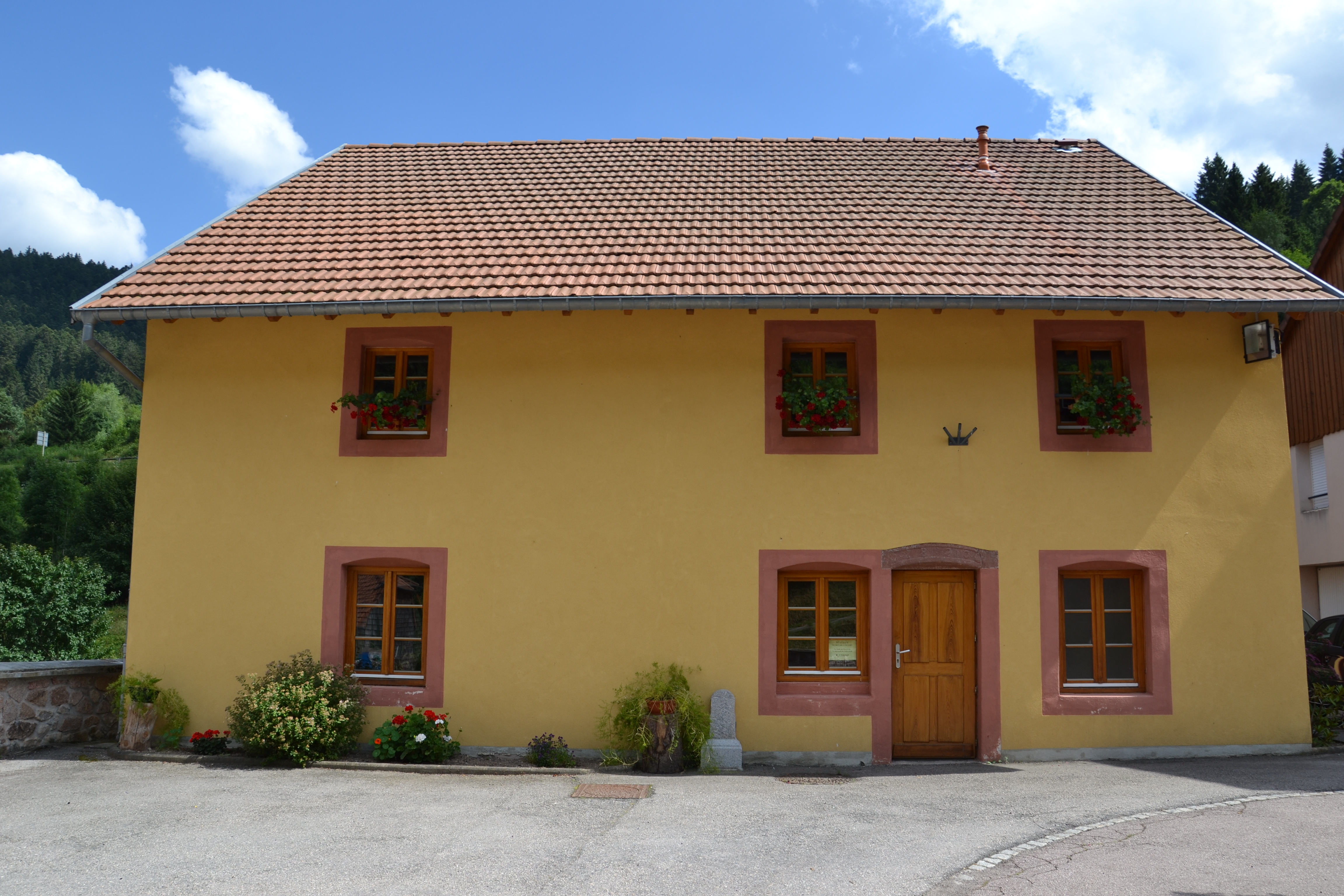
La mairie.

En 2022, le budget de la commune était constitué ainsi :
- total des produits de fonctionnement : 226 000 €, soit 3 149 € par habitant ;
- total des charges de fonctionnement : 235 000 €, soit 3 140 € par habitant ;
- total des ressources d'investissement : 61 000 €, soit 815 € par habitant ;
- total des emplois d'investissement : 318 000 €, soit 4 244 € par habitant ;
- endettement : 249 000 €, soit 3 321 € par habitant.

Avec les taux de fiscalité suivants :
- taxe d'habitation : 21,97% ;
- taxe foncière sur les propriétés bâties : 34,98 % ;
- taxe foncière sur les propriétés non bâties : 20,01 % ;
- taxe additionnelle à la taxe foncière sur les propriétés non bâties : 38,75 % ;
- cotisation foncière des entreprises : 21,63 %.

Chiffres clés Revenus et pauvreté des ménages en 2020.

### Liste des maires
| Période                                  | Période                     | Identité                     | Étiquette | Qualité                                        |
| ---------------------------------------- | --------------------------- | ---------------------------- | --------- | ---------------------------------------------- |
| 1904                                     | 1925                        | Charles Noël                 |           |                                                |
| 1925                                     | 1929                        | Émile Weisrock               |           |                                                |
| 1929                                     | 1932                        | Émile Morel                  |           |                                                |
| 1932                                     | 1935                        | Félicien Groscolas           |           |                                                |
| 1935                                     | 1951                        | Émile Weisrock               |           |                                                |
| 1951                                     | 1966                        | Gabriel Durand               |           |                                                |
| 1966                                     | 1968                        | Alfred Doridant              |           |                                                |
| 1968                                     | 1971                        | Gaston Pierré                |           |                                                |
| 1971                                     |                             | Émile Vincent                |           |                                                |
| Les données manquantes sont à compléter. |                             |                              |           |                                                |
| 1874                                     | 1878                        | Jean François Mayer          |           | cultivateur                                    |
| mars 1977                                | février 2018                | Jacques Laruelle (1944-2018) |           | Aubergiste, décédé pendant son septième mandat |
| avril 2018                               | En cours (au 21 avril 2018) | John Voinson (°1976)         |           | Agriculteur                                    |

## Population et société

### Démographie
L'évolution du nombre d'habitants est connue à travers les recensements de la population effectués dans la commune depuis 1793. Pour les communes de moins de 10 000 habitants, une enquête de recensement portant sur toute la population est réalisée tous les cinq ans, les populations de référence des années intermédiaires étant quant à elles estimées par interpolation ou extrapolation. Pour la commune, le premier recensement exhaustif entrant dans le cadre du nouveau dispositif a été réalisé en 2006.

En 2022, la commune comptait 74 habitants, en évolution de −1,33 % par rapport à 2016 (Vosges : −2,96 %, France hors Mayotte : +2,11 %).
| 1793 | 1800 | 1806 | 1821 | 1831 | 1836 | 1841 | 1846 | 1856 |
| ---- | ---- | ---- | ---- | ---- | ---- | ---- | ---- | ---- |
| 434  | 431  | 410  | 416  | 522  | 559  | 564  | 565  | 507  |

| 1861 | 1866 | 1876 | 1881 | 1886 | 1891 | 1896 | 1901 | 1906 |
| ---- | ---- | ---- | ---- | ---- | ---- | ---- | ---- | ---- |
| 498  | 496  | 498  | 469  | 442  | 413  | 405  | 309  | 305  |

| 1911 | 1921 | 1926 | 1931 | 1936 | 1946 | 1954 | 1962 | 1968 |
| ---- | ---- | ---- | ---- | ---- | ---- | ---- | ---- | ---- |
| 265  | 209  | 203  | 202  | 195  | 167  | 139  | 118  | 115  |

| 1975 | 1982 | 1990 | 1999 | 2006 | 2011 | 2016 | 2021 | 2022 |
| ---- | ---- | ---- | ---- | ---- | ---- | ---- | ---- | ---- |
| 90   | 87   | 101  | 98   | 95   | 89   | 75   | 74   | 74   |

## Économie

### Entreprises et commerces

#### Agriculture
- Culture de plantes à épices, aromatiques, médicinales et pharmaceutiques.
- Sylviculture et autres activités forestières.
- Élevage de chevaux et d'autres équidés.
- Élevage d'ovins et de caprins.
- Élevage d'autres animaux

### Tourisme
- Le premier téléski des Hautes-Navières est installé en 1965 par un habitant du pays : Noël Haxaire. Depuis, de nombreux aménagements et améliorations ont eu lieu avec l'ouverture de pistes, la mise en place d'autres téléskis et par la construction en 1984 de l’actuel hôtel-restaurant « Le Vétiné »[34].

La petite station des Hautes-Navières proposait trois petites pistes et trois téléskis. Elle a fermé au mois de janvier 2019 pour cause d'irrégularité des chutes de neige qui se font de plus en plus rare à une altitude de 800 mètres et par manque de personnel qualifié nécessaire à la sécurité des pistes et au bon fonctionnement des installations,.
- Hébergements et restauration à Le Valtin, Ban-sur-Meurthe-Clefcy, Plainfaing, Xonrupot-Longemer.

#### Artisanat et commerces

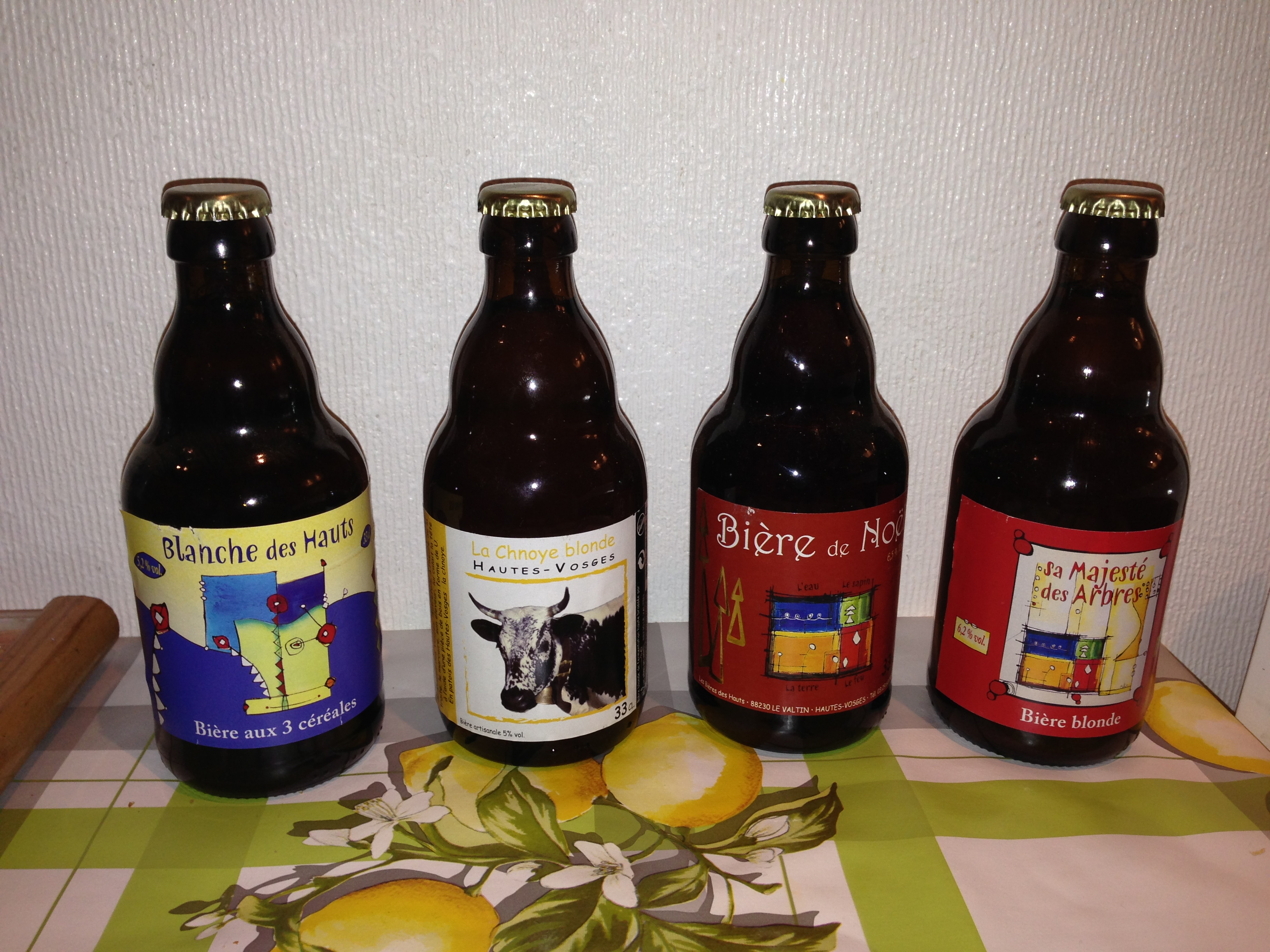
Les bières des Hauts.

##### Artisanat
- La brasserie artisanale "Les Bières des Hauts" produisait cinq bières différentes au Valtin avant d’être placée en liquidation judiciaire en 2015.

- Naturaliste-Taxidermiste : Art et Nature (Meilleur Ouvrier de France).

##### Commerces
- Commerces et services de proximité à Plainfaing, Fraize, Sainte-Marguerite, Gérardmer, Xonrupt-Longemer.

## Culture locale et patrimoine

### Lieux et monuments

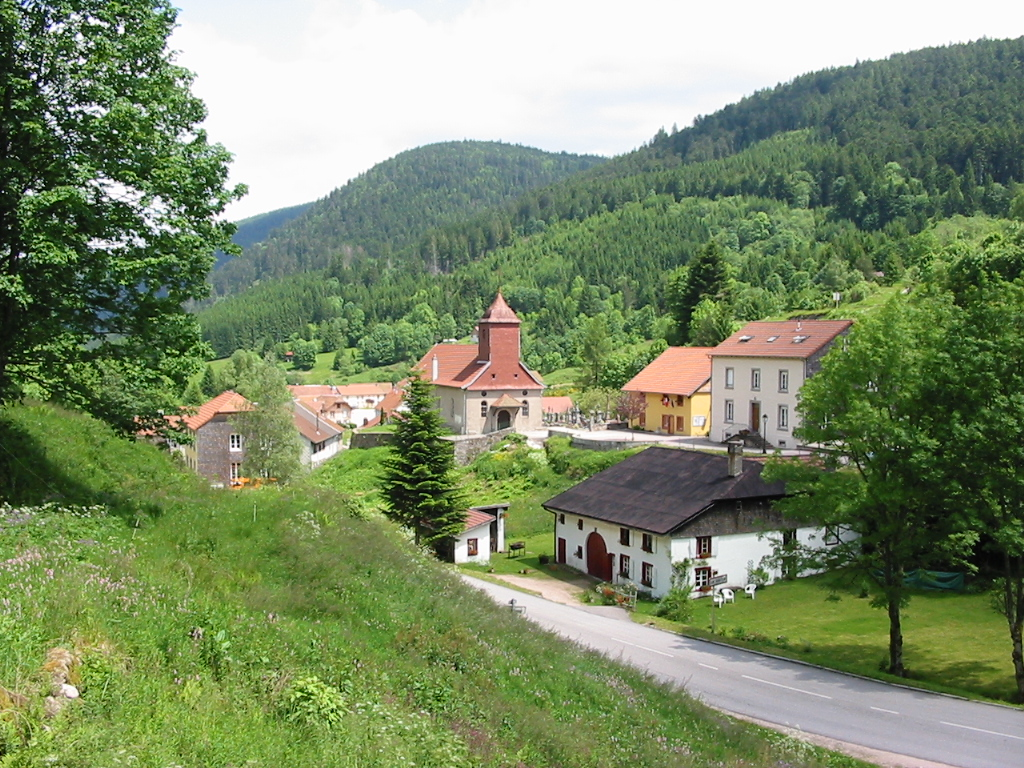
Le centre du village : église et mairie.
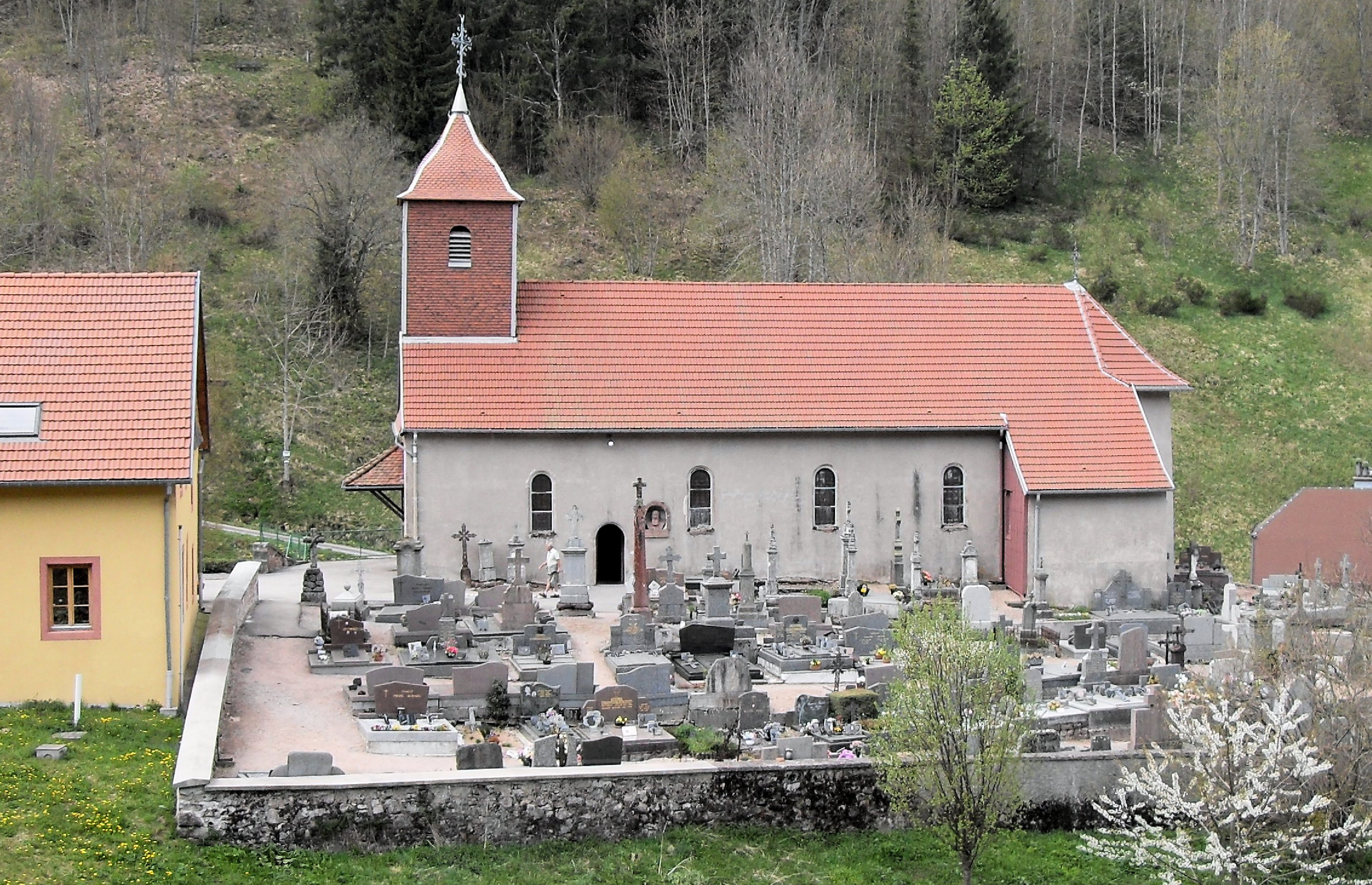
L'église, côté sud-est.
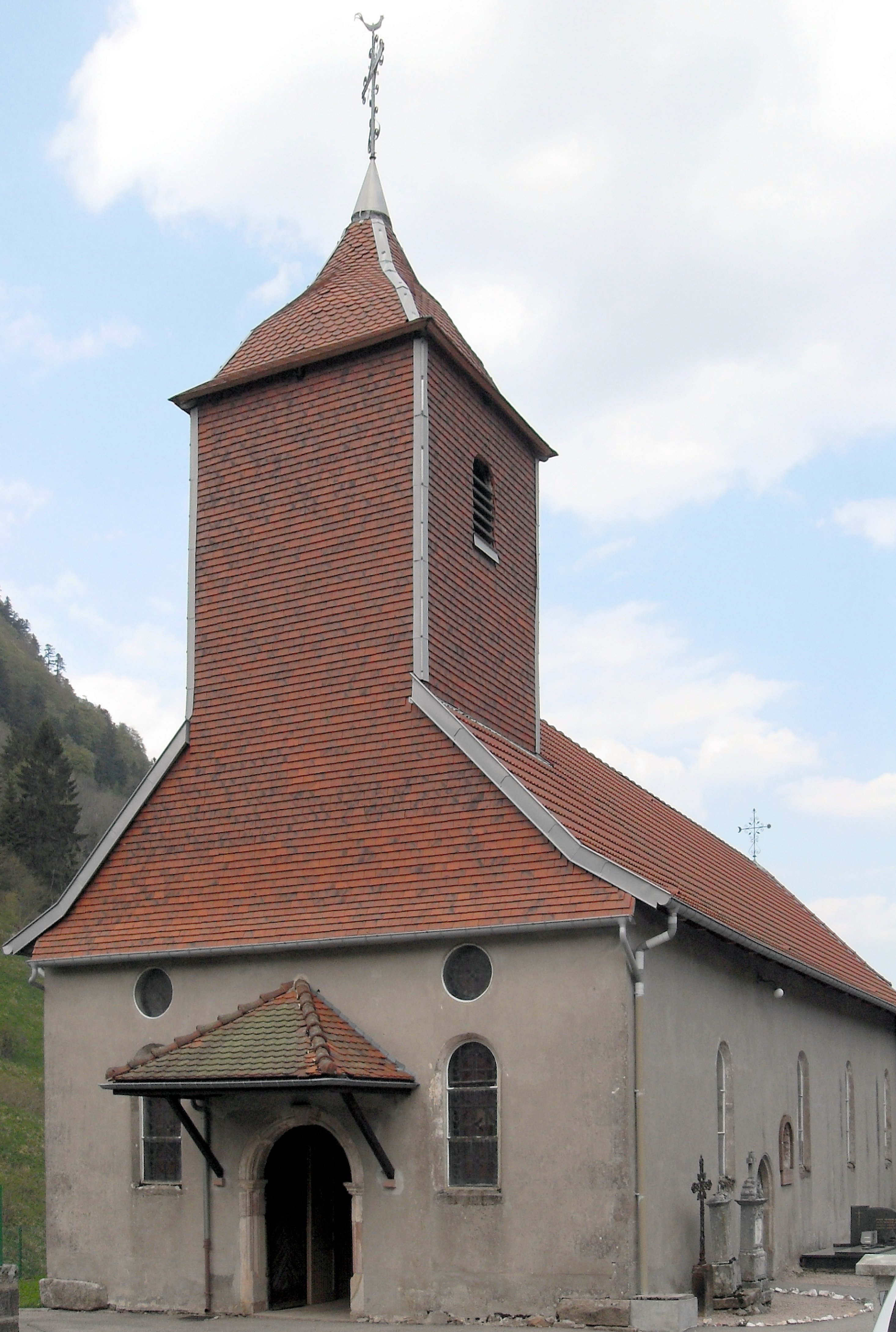
L'église, côté sud-ouest.
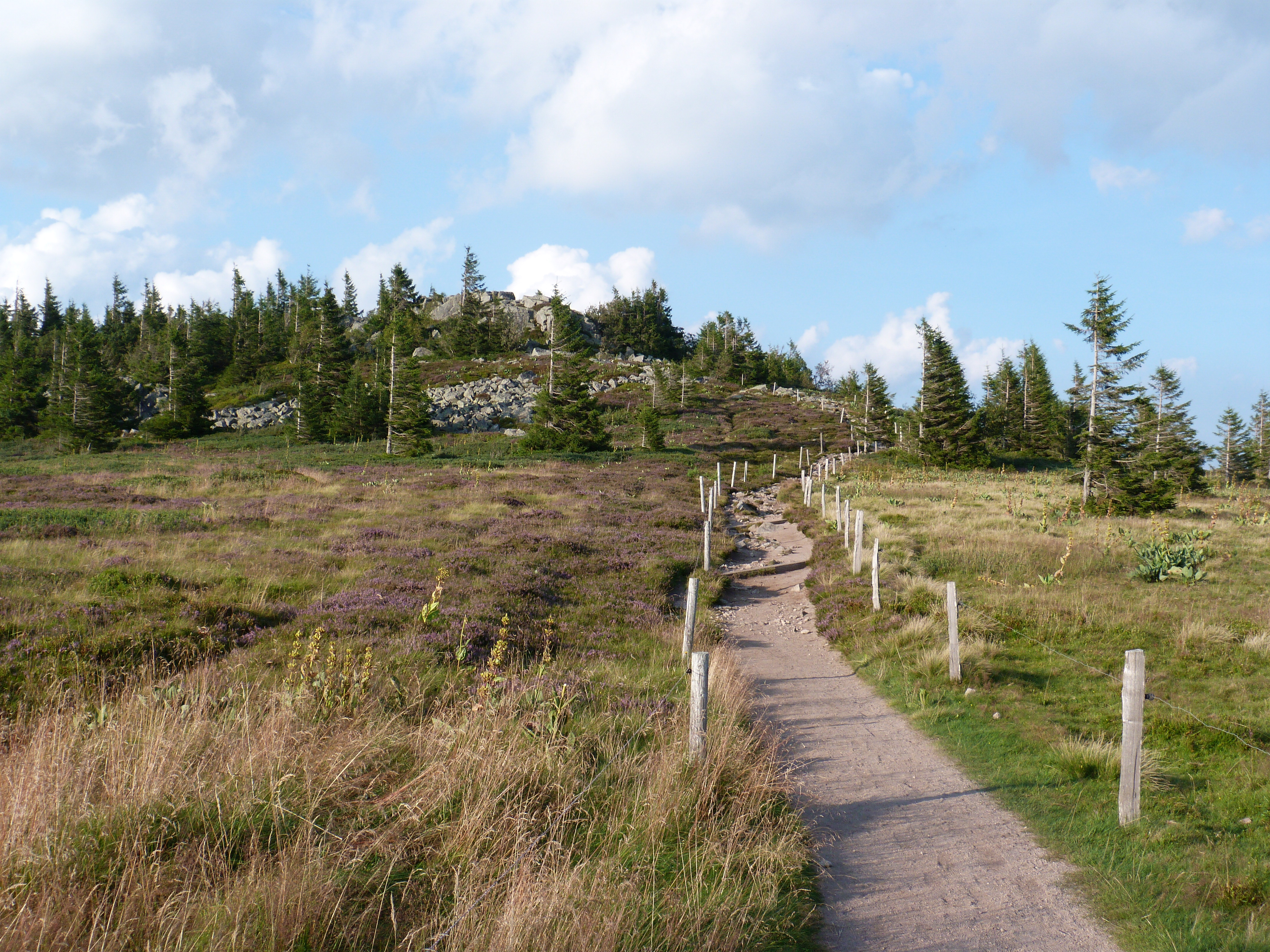
Réserve naturelle du Tanet-Gazon du Faing.
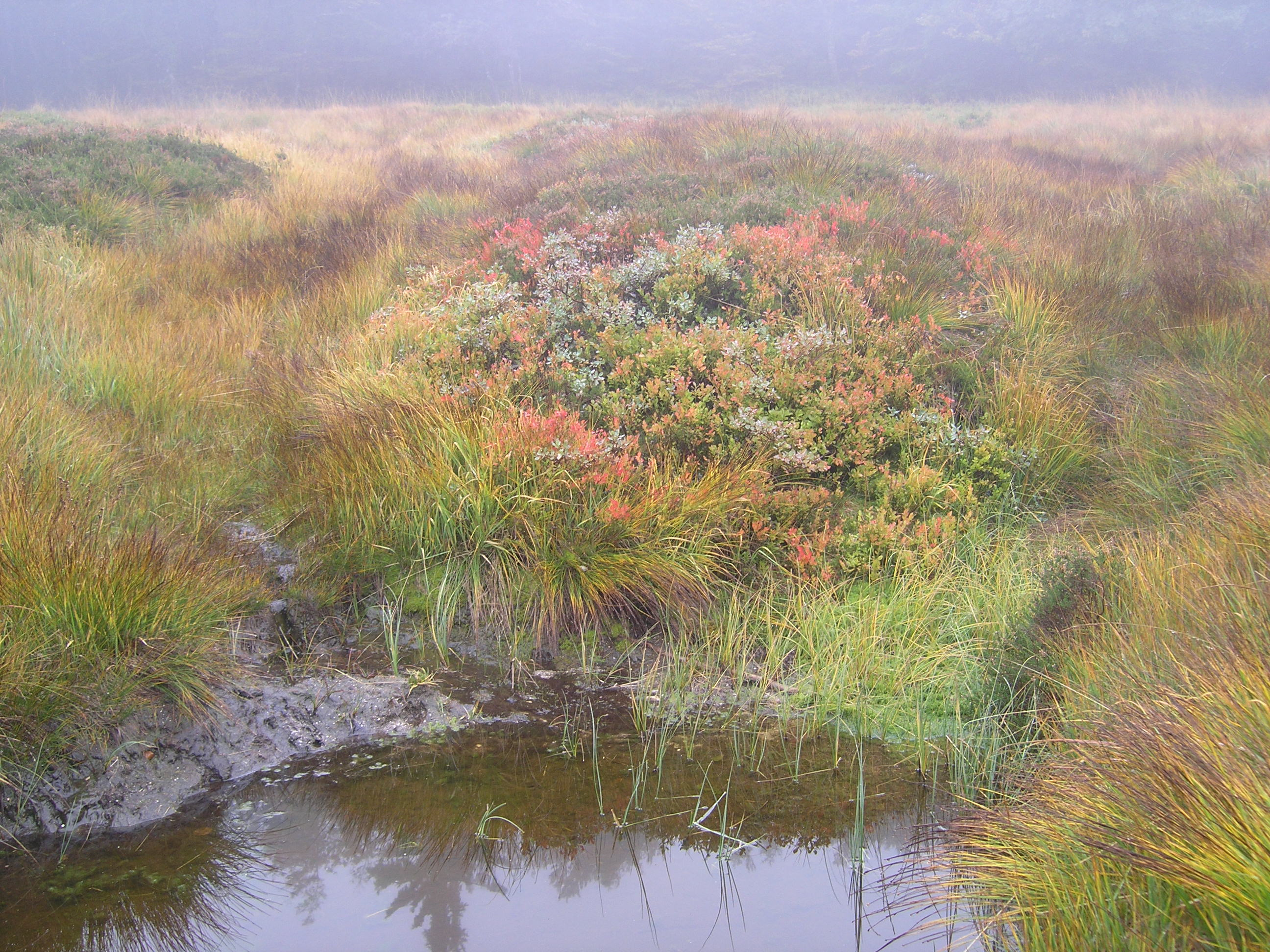
Tourbière de l'Achterbach.
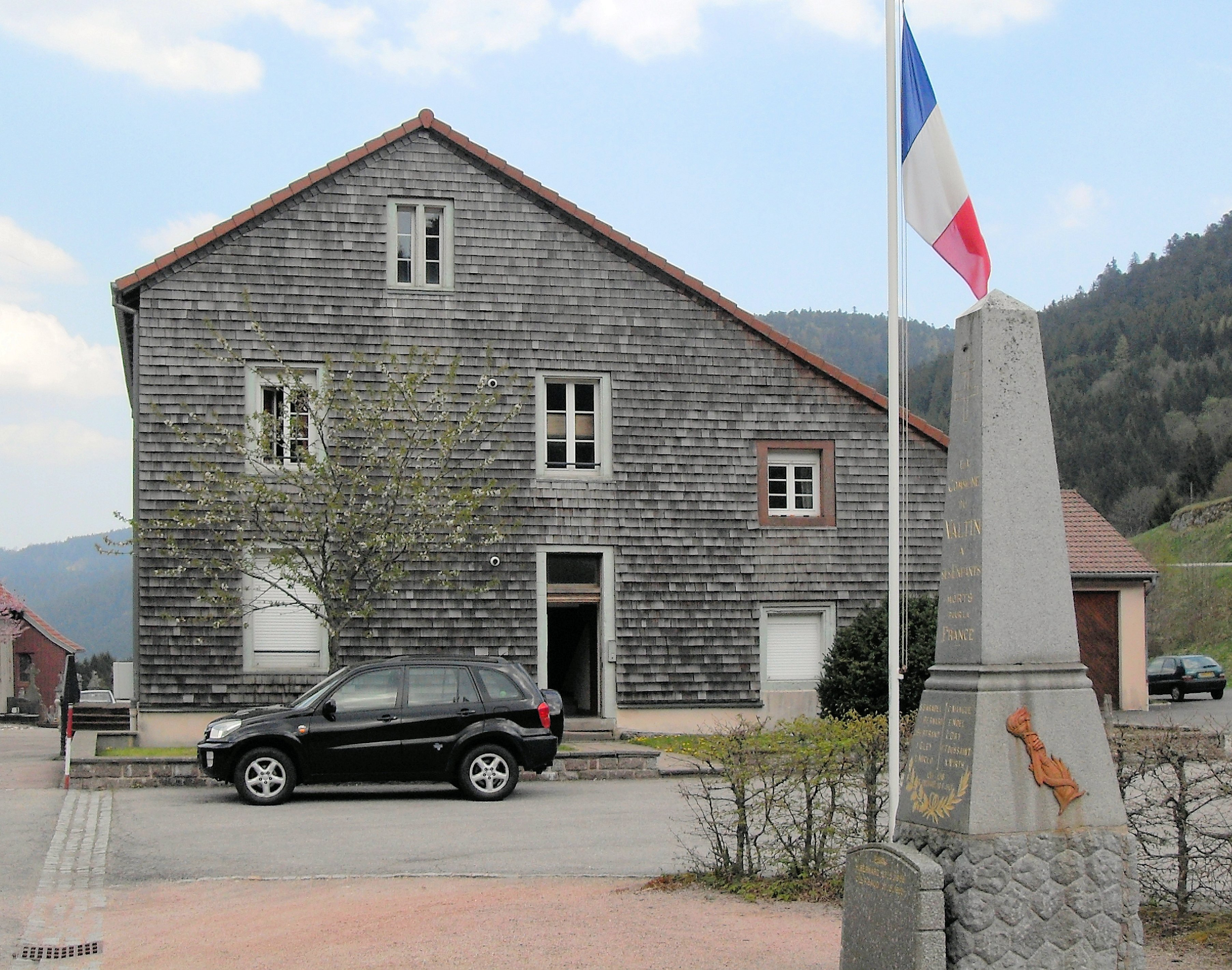
Monument aux morts.
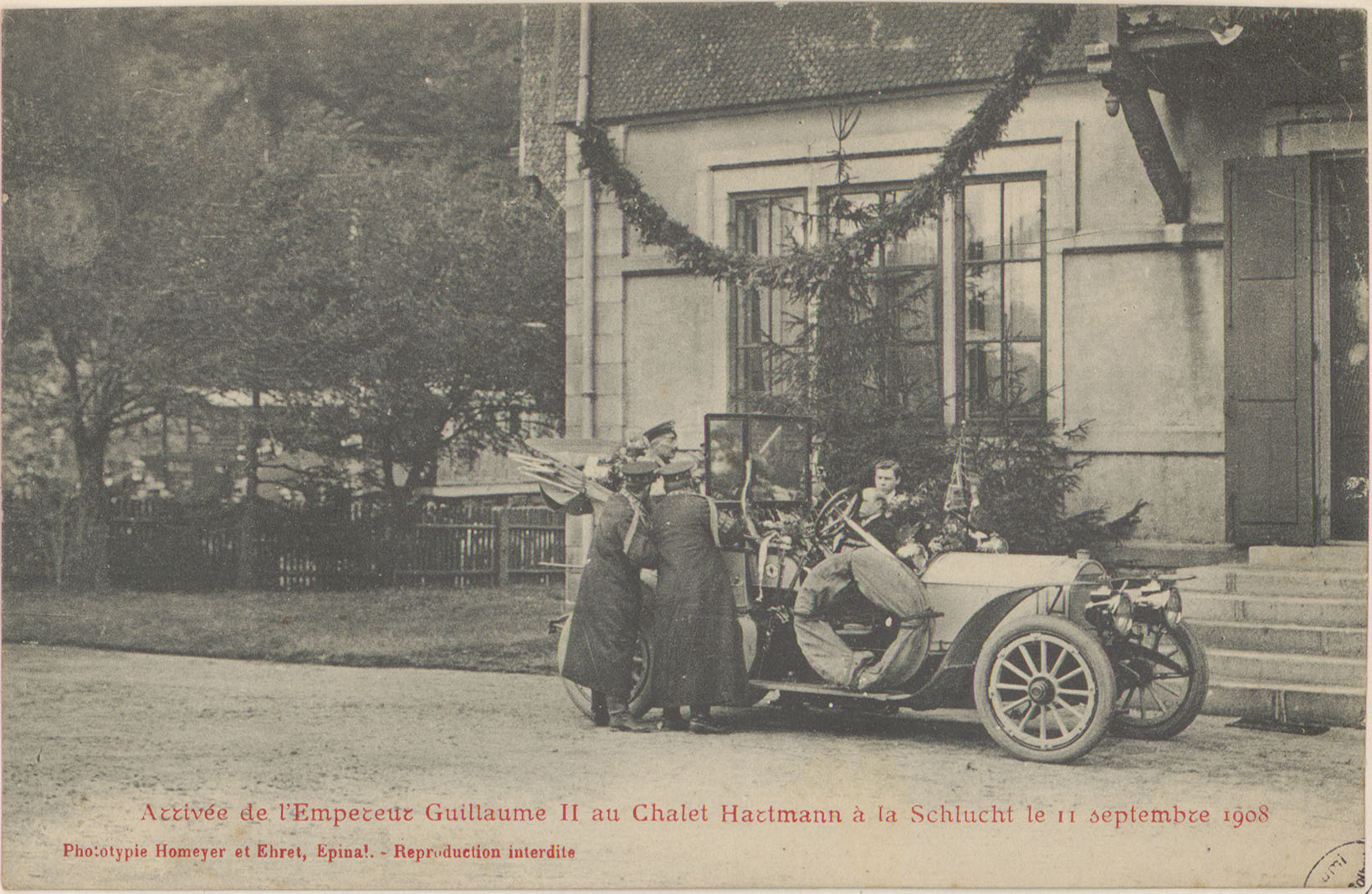
Arrivée de l'Empereur Guillaume II au chalet Hartmann à la Schlucht le 11 septembre 1908.

#### Patrimoine religieux
- L'église Saint-Sylvestre de 1704[37], construite en 15 années par les paroissiens[38] et consacrée le 5 juin 1735 par Jean-Claude Sommier, archevêque de Césarée, grand prévôt du chapitre de Saint-Dié[39].

Rénovation du clocher en essis (patois Vosgien) ou tavaillon en Français. Tuile de bois en mélèze ou épicea.
- Les monuments commémoratifs[41],[42].
- La chapelle Notre-Dame-des-Chaumes[43].

#### Patrimoine architectural
- Patrimoine architectural recensé par le service régional de l'Inventaire général du patrimoine culturel : 
  - Marcairies[44] ;
  - maisons et fermes[45],[46],[47] ;
  - les scieries hydrauliques à cadre[48] ;
  - exploitation forestière[49].

#### Patrimoine naturel
- La réserve naturelle nationale du Tanet-Gazon du Faing.
- Les rochers du Valtin (circuit circulaire)[50].
- La cascade du Rundstein.

### Personnalités liées à la commune
- Nicolas Félicien Grivel (1845-?), magistrat et juriste français y est né[51].
- Benoît Duteurtre (1960-2024), romancier, essayiste, critique musical, producteur et animateur de radio français possédait une résidence secondaire sur la commune et y est inhumé[52].

### Héraldique
| Blason | Blasonnement : Tranché au 1er de sinople au coq de bruyère d'or ; au 2e taillé d'azur à l'église d'argent, et d'or au sapin arraché de sinople ; sur le tout au bâton en bande de gueules. Commentaires : le coq de bruyère et le sapin évoquent la faune et la flore du lieu, l'église est celle de la localité. Le bâton en bande rappelle les armoiries de la Lorraine. |

## Pour approfondir